# Багратион, Пётр Романович
Князь Пётр Рома́нович Багратио́н (24 сентября [6 октября] 1818, Кизляр — 17 [29] января 1876, Санкт-Петербург) — генерал-лейтенант из рода Багратионов. С 1870 года возглавлял Остзейские губернии, проводил политику жёсткой русификации.

## Биография
Родился 24 сентября (6 октября) 1818 года в Кизляре в семье тифлисского генерал-губернатора Р. И. Багратиона и представительницы дворянского рода армянского происхождения Анны Семеновны Ивановой. Приходился племянником герою Отечественной войны 1812 года П. И. Багратиону. Получив всестороннее домашнее образование, Багратион 26 ноября 1831 года поступил в школу гвардейских подпрапорщиков и кавалерийских юнкеров, из которой был выпущен 11 декабря 1835 года юнкером в лейб-гвардии конно-пионерный эскадрон.
1 сентября 1837 года был произведён в прапорщики, а 16 июня 1840 года — в чин подпоручика; 30 декабря того же года был  назначен адъютантом к исправляющему должность начальника инженеров гвардейского корпуса и 11 октября 1842 года получил следующий чин.
Обратив на себя внимание изучением артиллерийских и инженерных наук и трудами по гальванической части, князь Багратион удостоился 3 ноября 1843 года за свои труды ордена св. Станислава 3-й степени, а 9 мая 1844 года — Высочайшего благоволения за очистку кронштадтской гавани от льда гальваническим способом; затем в октябре того же года был командирован на шесть месяцев к инженер-генералу П. А. Витовтову в Германию, Францию и Англию изучать под его руководством применение гальванизма к инженерному делу. В это же время внёс важный вклад в теорию добычи золота из руд с помощью раствора цианистых щелочей (этот метод добычи золота актуален и в наше время).
Состоя с 19 июня 1845 года адъютантом герцога Максимилиана Лейхтенбергского, князь Багратион сопровождал его за границу и, находясь при нём, был награждён чинами штабс-капитана, капитана и полковника, а также орденами высших степеней: шведским — св. Олафа (в 1849 году), португальским — Христа (в 1850 году), неаполитанским — св. Франциска, гессенским — Филиппа Великодушного и баденским — Церингенского льва (все в 1852 году).
Удостоенный 23 октября 1852 года звания флигель-адъютанта и прикомандированный к лейб-гвардии конно-гренадерскому полку для испытания фронтовой службы, Багратион окончил с большим успехом возложенные на него в 1853 и 1854 годах поручения по приёму рекрутов в Тульской и Харьковской губерниях; отличное же состояние дивизиона конно-гренадеров, вверенного его командованию на манёврах и учениях в присутствии императора Николая І, доставило князю неоднократные Его Величества благоволения, — 9 сентября 1854 года князь Багратион был назначен исправляющим должность коменданта Императорской главной квартиры, причём принял и начальство над отправленным в Варшаву собственным Его Императорского Величества конвоем, а в следующем 1855 году — временно командирован в Воронежскую губернию для усмирения волнений среди местных крестьян. Поручение это князь Багратион выполнил с полным успехом.
За благоустройство командуемых им частей князь Багратион в 1856 году удостоился Высочайших благоволений в бытность императора Александра II в Варшаве, а также и в Москве, во время коронования; 15 августа того же года награждён орденом св. Станислава 2-й степени, а 26 числа того же месяца назначен командиром собственного Его Императорского Величества конвоя.
Зачисленный в 1857 году в лейб-гвардии Кавказский эскадрон, князь Багратион снова удостоился неоднократных высочайших благоволений за смотры и учения в присутствии государя. 30 августа 1858 года Пётр Романович получил орден св. Анны 2-й степени и был произведён в генерал-майоры (со старшинством от 6 декабря того же года) с зачислением в свиту Его Величества.
В 1859 и 1861 годах на князя были возложены оконченные им с большим успехом поручения: в Курскую губернию по призыву отпускных нижних чинов на укомплектование войск, приводимых в военное положение, и в Пермскую губернию — по применению крестьянской реформы. 30 августа 1861 года он получил орден св. Владимира 3-й степени, 29 октября — Высочайшую признательность за успех последнего поручения, 30 августа 1862 года — орден св. Станислава 1-й степени и знак отличия за введение в действие положения о крестьянах, вышедших из крепостной зависимости.

### Тверской губернатор
В том же году (14 сентября) Багратион был назначен тверским губернатором с оставлением в свите императора. На этом посту он действовал весьма энергично и в то же время успел расположить к себе всех, так как, обладая большим тактом и выдержкой, совершенно устранил столкновения администрации с новыми земскими и судебными учреждениями. К числу весьма полезных мероприятий князя Багратиона в Твери относятся: устройство земляного вала для ограждения затмацких жителей от наводнений во время весеннего разлития рек, проведение железнодорожной ветви от тверской станции к реке Волге и телеграфных линий от той же станции к губернскому городу, а оттуда в Старицу и Ржев. Кроме того, во время его управления была значительно улучшена тверская публичная библиотека, основан краеведческий музей, а при участии земства и содействии минералогического общества произведены местные геологические исследования.
При его отбытии в марте 1868 года к новому месту служения тверские земские деятели выразили ему письменно чувства искренней признательности за постоянное содействие их трудам; тверское же городское общество положило основать в местной губернской женской гимназии и детском приюте стипендии его имени и также имени его супруги, а кроме того, собрать в память князя капитал, проценты с которого обратить на обучение ремёслам бедных детей.
4 апреля 1865 года князь Багратион был всемилостивейше пожалован кавалером ордена св. Анны 1-й степени с императорской короной и мечами; 30 августа того же года — чином генерал-лейтенанта, а высочайшим указом 25 марта 1868 года был назначен помощником по гражданской части виленского генерал-губернатора А. Л. Потапова. В 1870 году, во время нахождения генерал-губернатора в отпуске, Багратион весьма успешно исправлял его должность.

### В Остзейских губерниях
22 сентября того же года князь Багратион занял должность лифляндского, курляндского и эстляндского генерал-губернатора. Содействуя на этом посту применению к прибалтийским губерниям реформ Александра II, Пётр Романович употреблял все меры к объединению Остзейского края с прочими областями Российской империи и к преобладанию в этом крае русского элемента, причём всегда был готов на упорную борьбу со всем, что противодействовало русским принципам.
По собственному его выбору в подведомственные ему губернии были назначены такие высшие деятели, которые могли бы водворить с желаемым успехом русские начала. Князь Багратион строго охранял неприкосновенность в крае городового положения 1870 года и судебных уставов 1864 года, заботился о благоустройстве православных сельских приходов, народных школ, старался ввести обязательное преподавание русского языка в училищах. За труды на генерал-губернаторской должности ему были пожалованы ордена св. Владимира 2-й степени (в 1868 году), Белого Орла (в 1869 году) и св. Александра Невского (в 1872 году).
Приехав в январе 1876 года по делам службы в Санкт-Петербург, князь Багратион внезапно скончался 17 числа от приступа астмы. Тело было предано земле 20 января 1876 года в Воскресенском Новодевичьем монастыре, в особо воздвигнутой часовне.

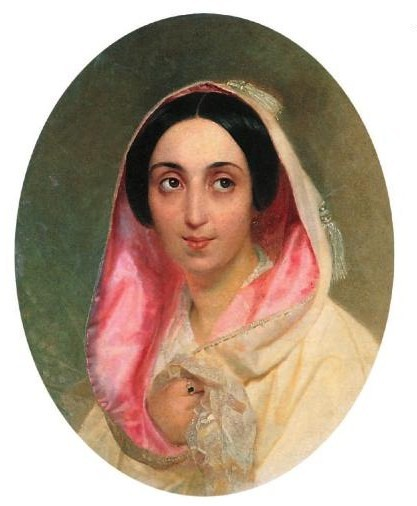
Княгиня Анна Багратион на портрете К. П. Брюллова (1849)

## Семья
Жена (с 4 июня 1845 года) — Анна Алексеевна Мартынова (13.08.1823—27.07.1908), родилась и выросла в Харькове, дочь гвардии поручика Алексея Михайловича Мартынова от брака его с Елизаветой Васильевной Муратовой. Венчались в Петербурге в Исаакиевском соборе. По отзыву современника, была «женщина весьма умная, будучи дружна с женою А. Л. Потапова, она выхлопотала мужу должность его помощника, но когда он был назначен виленским генерал-губернатором, эти дамы поссорились и Потапов хотел сбыть Багратиона».
Дочери: Евгения (1846—1903), фрейлина двора (27.03.1866), и Елизавета (1846—1868), замужем за Эриком-Георгом Гольдбергом (ум. 1876).